# Palaiochórion (ort i Grekland)
Palaiochórion är en ort i Grekland.   Den ligger i prefekturen Nomós Lésvou och regionen Nordegeiska öarna, i den östra delen av landet, 250 km öster om huvudstaden Aten. Palaiochórion ligger 258 meter över havet och antalet invånare är 314. Den ligger på ön Lesbos.
Terrängen runt Palaiochórion är huvudsakligen kuperad, men söderut är den platt. Havet är nära Palaiochórion åt sydväst.  Närmaste större samhälle är Plomari, 4,8 km sydost om Palaiochórion. 